# El Infiernito
El Infiernito (in spagnolo significa "piccolo inferno") è un antico sito archeologico costruito dalla civiltà Muisca, situato vicino a Villa de Leyva, in Colombia. Vi sono diversi menhir e tumuli sepolcrali. La zona era un centro religioso per la purificazione spirituale e per le cerimonie; funzionava anche come osservatorio astronomico.

## Storia
La zona era conosciuta con questo nome prima che il sito venisse riscoperto. I conquistadores spagnoli lo chiamarono piccolo inferno a causa del clima caldo e umido.
La prima descrizione del sito venne fatta nel 1847 dal geografo dell'esercito colombiano Joaquin Acosta, che parlò dell'esistenza di 25 colonne in pietra nella valle di Moniquira. I reperti vennero studiati da Alexander von Humboldt che credeva che il sito fosse usato per scopi riguardanti l'astronomia, come vedere i solstizi e gli equinozi, come indicato dall'allineamento delle pietre con il sole e la luna.

## Descrizione
Le pietre del sito sono state intagliate nell'arenaria, e spesso rappresentano forme falliche. Sono stati riportati alla luce 54 monoliti a nord, e 55 monoliti a sud, allineati in direzione est-ovest, a rappresentare probabilmente il calendario Muisca.
I primi scavi sono stati effettuati nel 1981, scavi che in seguito hanno reso possibile la classificazione del sito come un parco archeologico. I tumuli erano già stati depredati. La colonna centrale, descritta da Joaquin Acosta nel 1850, permetteva agli abitanti di misurare l'allineamento del sole durante gli equinozi; essa non venne trovata.

## Galleria d'immagini

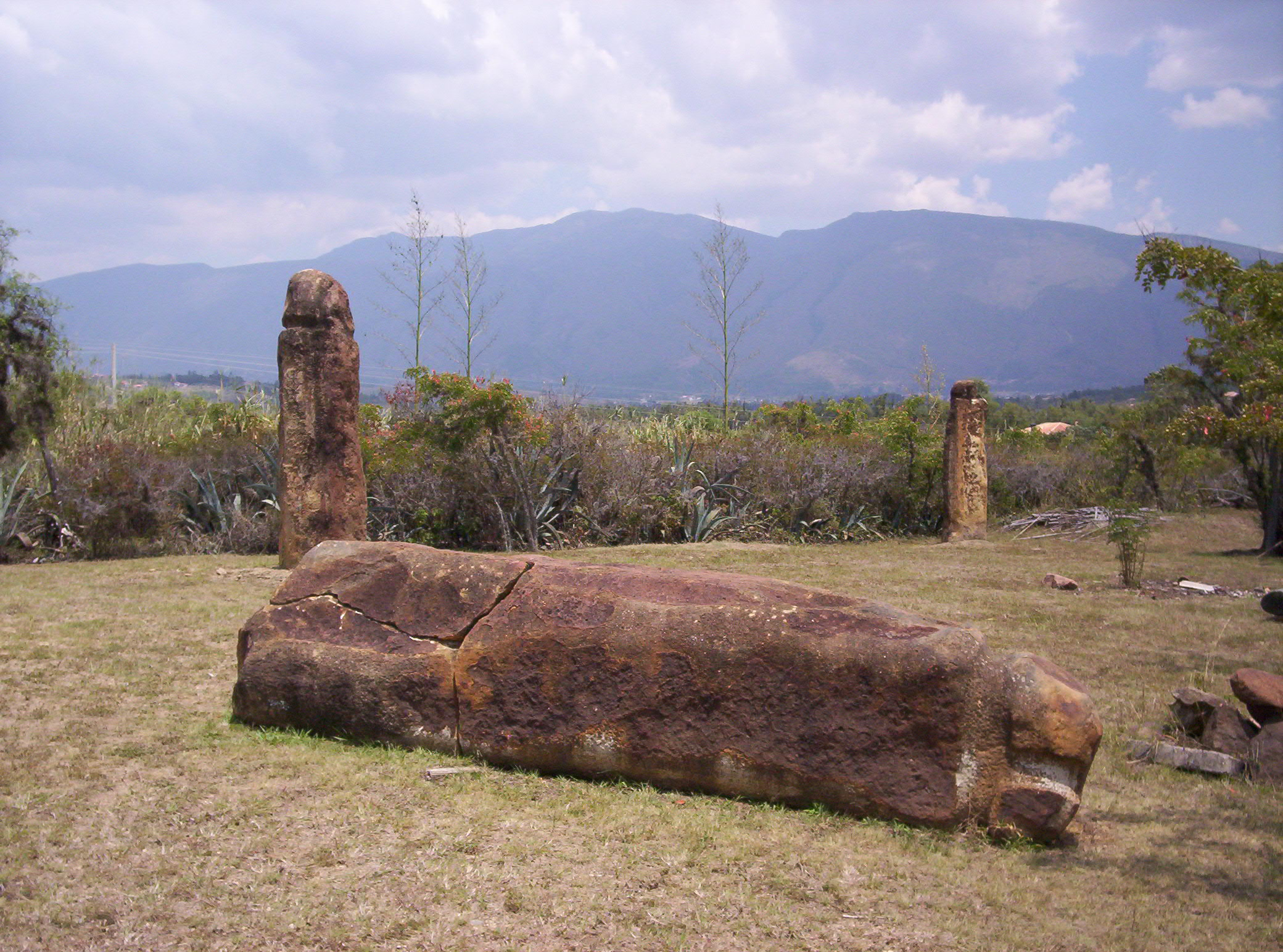
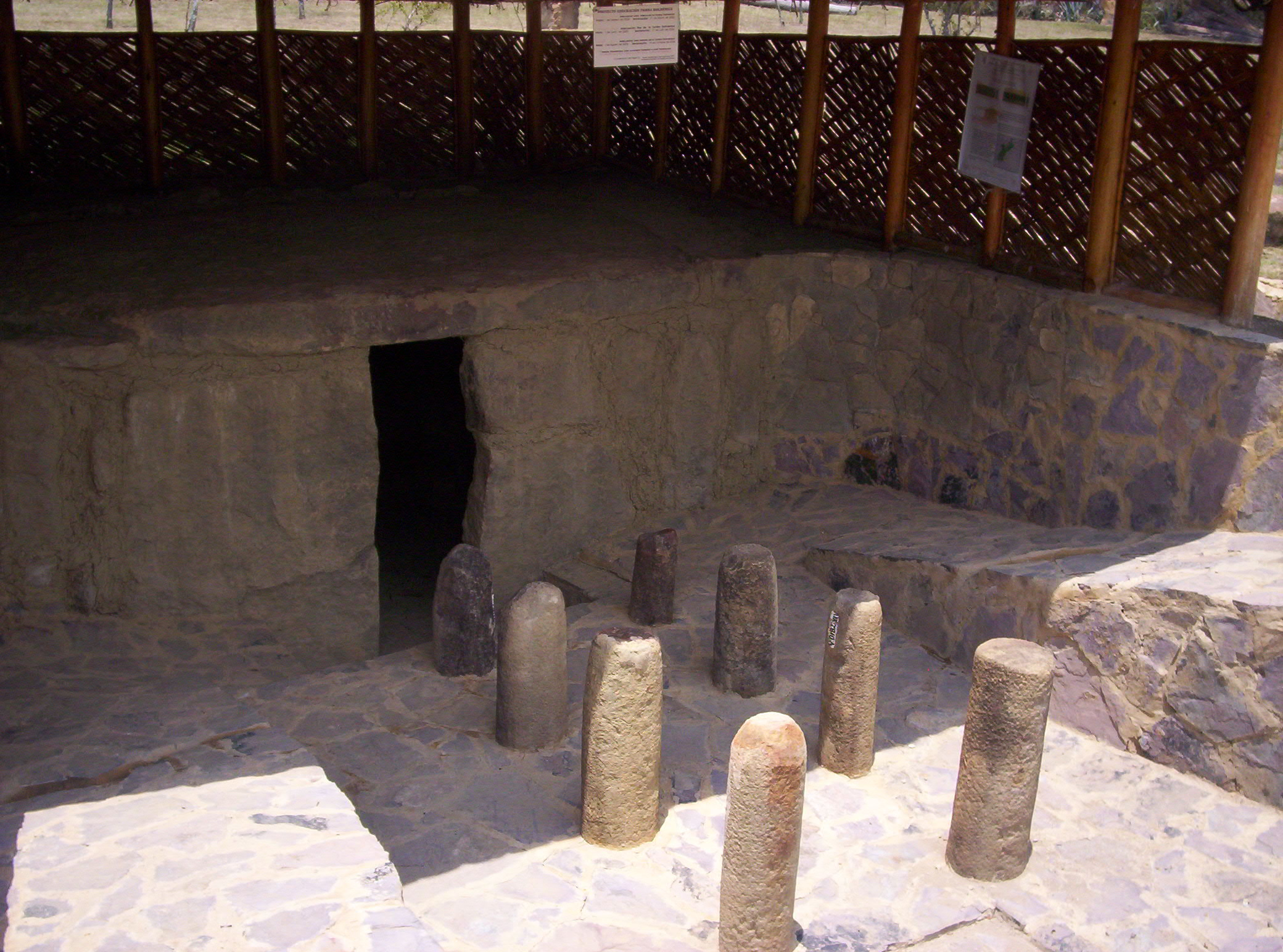
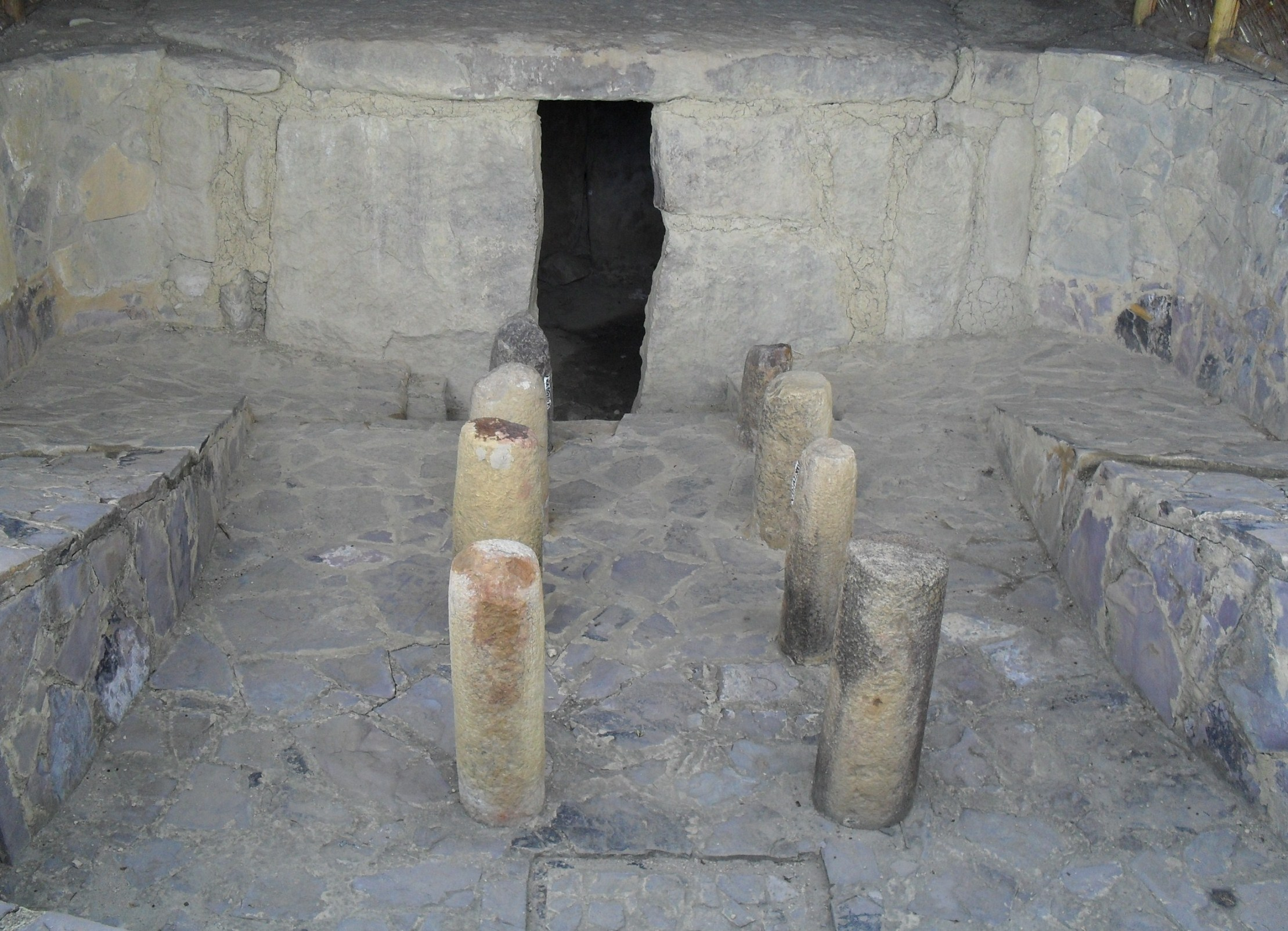
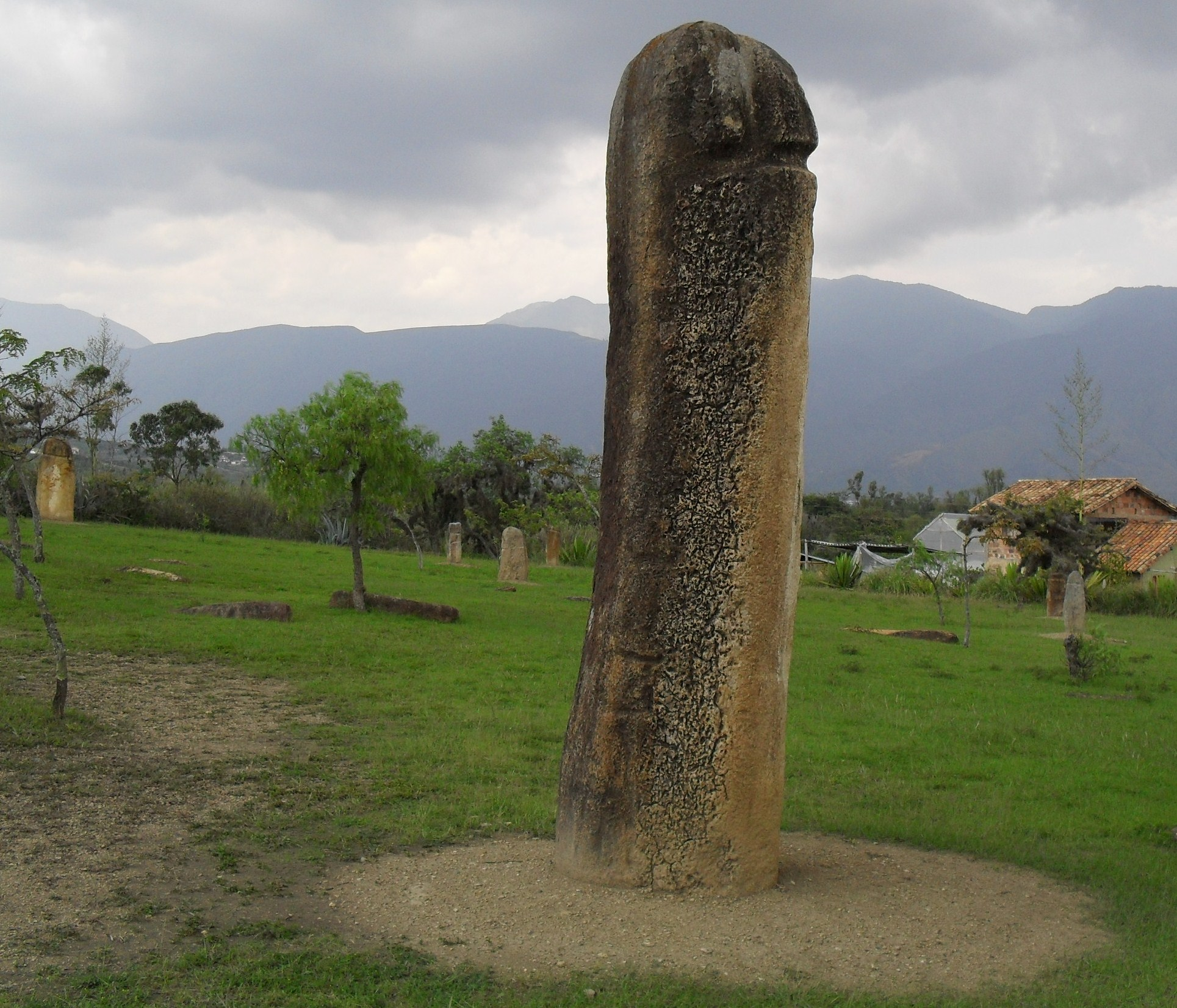

El Infiernito